# 荷花池街道 (成都市)
荷花池街道，是中华人民共和国四川省成都市金牛区下辖的一个乡镇级行政单位。2019年12月，金牛区调整部分街道行政区划。撤销人民北路街道，将原人民北路街道五丁社区、城隍庙社区所属行政区域划归荷花池街道管辖，荷花池街道办事处驻北站东一路37号。

## 行政区划
荷花池街道下辖以下地区：
互助路社区、西三巷社区、东一路社区、荷花池社区、西北桥社区、杨柳巷社区、五丁桥社区和城隍庙社区。